# 吴建国 (1929年)
吴建国（1929年—），字炳伊，河南伊川人，中华民国豫剧演员。

## 生平
1948年，去台湾后即在军中从事豫剧业余活动，筹组业余黄龙豫剧团；调入空军后又参与成立台中空军基地业余豫剧团。1950年初识毛兰花，促成了台湾空军大鹏豫剧团之成立。吴曾扮演《祭塔》中的白素贞，《二进宫》中的李艳妃等角色，后又担任该团司鼓及剧务组长、文宣组长等职。空军剧团解体后，复与李堂桐等合组凤辚豫剧团。1989年，成立台中市中华豫剧团，担任剧团团长兼导师。